# Brasão de armas de Åland
O brasão de armas de Alanda é constituído por um veado-vermelho de ouro num campo azul. As armas levam uma coroa baronesa.

## Descrição
"Azure um Veado passant Or"

## História
A Åland, antiga província da Suécia, foi concedido brasão próprio antes da morte do Rei Gustavo I da Suécia em 1560.
O brasão de armas originalmente concebido para Åland apresentava duas corças num campo com nove rosas. As rosas que adornavam estavam simbolicamente ligadas às nove rosas brancas presentes no brasão de armas da Finlândia. Mas a Åland nunca foram concedidas as armas inicialmente previstas, recebendo em vez disso um brasão com um veado. Facto estranho, dado que da fauna de Åland nunca fizeram parte veados.
Nos anos de 1940 o gabinete de Heráldica Sueca do Reino (Riksheraldikerämbetet) descobriu que um erro comprometido tinha sido cometido quase quatro séculos antes. As armas concedidas a Åland eram na verdade para Öland. Öland, uma ilha ao longo da costa de Småland, tinha igualmente sido vítima dessa confusão. Tinha, devido à sua história como parque real, abundante quantidade de veados, mas nenhuma ligação natural às nove rosas Finlandesas que adornavam o seu brasão de armas. Os brasões tinham sido trocados e o erro passado despercebido pelas devidas autoridades durante vários séculos.